# Període Tumultuós

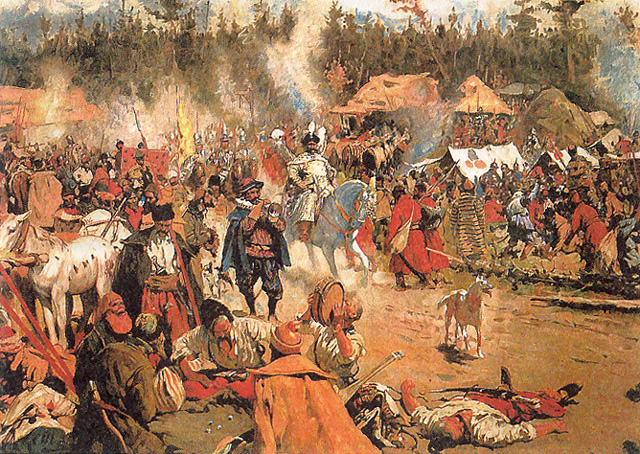
Túixino en el Període Tumultuós, per Serguei Ivanov.

El Període Tumultuós (rus: Сму́тное вре́мя, Smútnoie vrémia) fa referència a un període de la història de Rússia que comprèn l'interregne entre la mort del tsar Teodor I de Rússia de la dinastia ruríkida el 1598 i l'establiment de la dinastia Romànov el 1613. És un dels períodes més foscs de la història russa, però alhora un dels més transcendentals.

## El final de la dinastia ruríkida
Borís Godunov, després del 1570, es casà amb la filla d'un favorit del tsar Ivan el Terrible, obtenint a partir d'aleshores diversos cargues a la cort fins que es convertí en boiar el 1580. A partir d'aquell moment la seva carrera l'aniria apropant al tsar, fins al moment en què ell feu casar el seu fill gran, Teodor, amb la germana de Borís, Irene.
Cap a començaments del 1584 Ivan emmalaltí greument i, sabent que moriria, cridà el seu fill Teodor per nomenar-lo el seu hereu legítim al tron. Li recomanà governar amb justícia i saviesa i evitar les guerres, perquè Rússia no estava preparada per a un conflicte.
La successió arribà en dues setmanes després de la mort d'Ivan. Teodor és considerat com un individu feble mental, incapaç de governar i dedicat totalment a la religió. En el mateix moment de la successió, és confinat a Úglitx un segon fill del tsar, el tsarévitx Demetri Ivànovitx, nascut el 1581 del setè matrimoni d'Ivan, no reconegut per la jerarquia eclesiàstica, i en aquells moments tenia només dos anys. Quant al nou tsar, estava destinat a tenir al seu costat algú que tingués efectivament el poder. Després de diversos esdeveniments és nomenat regent de facto Borís Godunov, que guanya així el càrrec a Nikita Romànovitx i al seu fill, Fiódor Nikítitx Romànov, oncle i nebot, i tots dos tutors de Teodor I.
Demetri, el fill petit d'Ivan el Terrible, mor en circumstàncies poc clares als jardins del seu palau a Úglitx el 15 de maig de 1591. S'investigà el cas i s'arribà a la conclusió que havia mort quan jugava amb altres nens, un joc que consistia a llançar un ganivet i clavar-lo a terra i després el contrincant havia de col·locar una cama al lloc on s'havia clavat el ganivet. Els testimonis declararen que la mort del tsarévitx Demetri fou un accident, atès que tingué un atac epilèptic mentre agafava el ganivet, en caure-li li tallà el coll. Tots sabien que Demetri patia atacs freqüents d'epilèpsia. Tanmateix, els enemics de Borís Godunov l'acusaren d'haver ordenat l'assassinat de Demetri, amb la intenció de desacreditar-lo davant de la població.
L'esdeveniment de més importància del regnat de Teodor, emperò, és l'elevació de Moscou a patriarcat el 1589, aquest punt és el culminant en el procés de la total independència de l'Església Ortodoxa Russa. En aquell moment hi hagué tres anys de control absolut de Borís, que tingué un fill, Fiódor Teodor Boríssovitx, en honor del tsar.
Després de morir Teodor, últim representant d'una dinastia que havia governat durant set segles, sense descendència el 7 de gener de 1598, Godunov fou escollit com a successor.

## Borís I de Rússia
En morir Teodor, el títol passà a la seva dona Irene, que el cedí al patriarca Iov, aliat de Borís, expressant el seu desig de retirar-se a la vida monàstica al Monestir de Novodévitxi. En no ser hereu directe, com Vassili Xúiski, que era descendent de Rúrik, o els Romànov, que també tenien casada una germana amb un tsar, i a causa dels rumors sobre l'assassinat que havien propagat els seus adversaris, Godunov ha de confirmar la seva posició mitjançant una elecció majoritària realitzada per un Zemski Sobor. El curt regnat personal de Godunov, entre 1598 i 1605, no fou tan exitós com la seva administració al servei de Teodor. Continuà en la línia d'Ivan, contenint les pretensions dels boiars com Vassili Xúiski o Fiódor Romànov, a qui obligà a prendre vots eclesiàstics. Collites extremadament pobres, unides a temperatures nocturnes sota zero provocaren una fam que es generalitzà arreu del país. El govern distribuí ajuda monetària i aliments a Moscou, la qual cosa generà una onada de refugiats a la capital que comportà una desorganització econòmica i demogràfica.
La facció oligàrquica, dirigida per la família Romànov, considerava una desgràcia obeir un simple boiar de noblesa recent, per això les conspiracions eren freqüents. D'altra banda, els districtes rurals estaven desolats per la fam i les plagues, així que grans bandes de bandolers armats assolaven el país, cometent tota mena d'atrocitats. Per la seva part, els cosacs del Don a la frontera meridional estaven inquiets, i el govern es veia incapaç de mantenir-hi l'ordre.
Sota la influència d'aquests grans nobles que s'havien oposat sense resultat a l'elecció de Godunov, el descontentament general es transformà en hostilitat envers ell, veient-lo com un usurpador. Buscant atacar la legitimitat de Borís Godunov, es començaren a sentir rumors sobre el fet que el tsarévitx Demetri, suposadament mort, encara era viu, amagat o a l'exili.
Com a resultat d'aquests rumors, fàcilment propagables davant l'absència de fonts d'informació fiables, i molt creïbles a causa del rebuig popular envers Godunov, a la Confederació de Polònia i Lituània aparegué el 1603 un home al·legant ser Demetri i proclamant per tant ser l'autèntic hereu al tron de Rússia. El misteriós impostor fou inicialment rebutjat per la noblesa polonesa, però després, al llarg del 1604, foren acceptades les seves pretensions, i trobà suport a Rússia i a l'estranger, particularment a la Confederació i als Estats Pontificis. Hi hagué fraccions a Polònia que veieren el fals Demetri com un mitjà per estendre la seva influència a Rússia, o almenys obtenir-ne algun benefici. El Papat, per la seva part, el veié com una oportunitat per establir el poder de l'Església Catòlica sobre l'Església Ortodoxa.
Uns mesos després, a començaments del 1605, el fals Demetri travessà la frontera occidental de Rússia amb una petita força de 4.000 polonesos, lituans, russos exiliats, mercenaris alemanys i cosacs del Dniéper i del Don, la qual cosa marcà el començament de la intervenció de la Confederació a Rússia (Guerra russopolonesa (1605-1618)). Tot i que Polònia-Lituània no havia declarat oficialment la guerra a Rússia (el seu rei Segimon III Vasa no estava a favor d'aquesta incursió), alguns magnats polonesos poderosos decidiren donar suport al fals Demetri amb llurs pròpies forces i diners, pensant a recollir-ne bones recompenses després de la intervenció, fins al punt que el fals Demetri estigué promès mitjançant un representant amb Marina Mniszech, filla del voivoda de Sandomierz, un dels magnats polonesos que patrocinaven la seva incursió.
L'arribada del fals Demetri a Rússia serví com a estímul per a una sèrie de revoltes populars contra l'autoritat de Borís Godunov, tropes i boiars enviats per rebutjar-lo acabaren unint-se al presumpte "fill d'Ivan el Terrible", fins que sorgí un vertader moviment per derrocar Godunov, patrocinat per importants aristòcrates. Alhora, l'esquerdament de la seva autoritat causa en Godunov un estat de terror creixent que el menà a un estat obsessiu en què pateix al·lucinacions i es veu perseguit per fantasmes, i mor per causes desconegudes el 23 d'abril de 1605.
El fill de Borís, Fiódor, assumeix el tron rus i regna sota la tutela de la seva mare durant dos mesos, tractant vanament de reunir aliats entre els boiars, qui el forcen a abdicar el 10 de juny atès que l'existència de Demetri com a hereter legítim fa insostenibles les pretensions de la família Godunov. El fals Demetri feu la seva entrada triomfal a Moscou el 20 de juny, visità la tomba del tsar Ivan el Terrible i després es mostrà davant la seva vídua, que afirmà reconèixer-lo com a fill seu. Fiódor i la seva mare són executats poc després.

## Guerres amb Polònia i Suècia
El regnat de Demetri fou breu. Després d'un any es formà una conspiració en contra seu dirigida per l'ambiciós kniaz ruríkida Vassili Xúiski (car el seu matrimoni amb Marina no l'havia fet canviar de religió, la qual cosa havia generat descontent en l'Església i en els boiars), i fou assassinat poc després del seu matrimoni a Moscou, juntament amb la majoria dels seus partidaris, que foren brutalment massacrats. S'estima que moriren 2.000 polonesos a mans de Xúiski i dels seus homes. El cos de Demetri fou fet trossos, exposat al públic, cremat, i les seves cendres foren escampades per un canó en direcció a Polònia. La reacció de la massacre a Polònia fou forta, però decidiren posposar la venjança. Xúiski guanyà poder i fou escollit tsar per una assemblea composta per la seva facció, però ni els boiars russos, ni els magnats de la Confederació, ni els cosacs saquejadors, ni els mercenaris alemanys estigueren satisfets amb el canvi, així que aviat, un nou impostor, de la mateixa manera fent-se passar per Demetri, es presentà com l'hereu vertader. Com el seu predecessor, gaudí del suport i de la protecció dels magnats polonesos i lituans. De totes maneres, després que Xúiski signés una aliança amb Suècia, el rei de la Confederació, Segimon III Vasa, veient l'aliança russo-sueca com una amenaça, resolgué oficialment intervenir en els afers interns de Rússia.

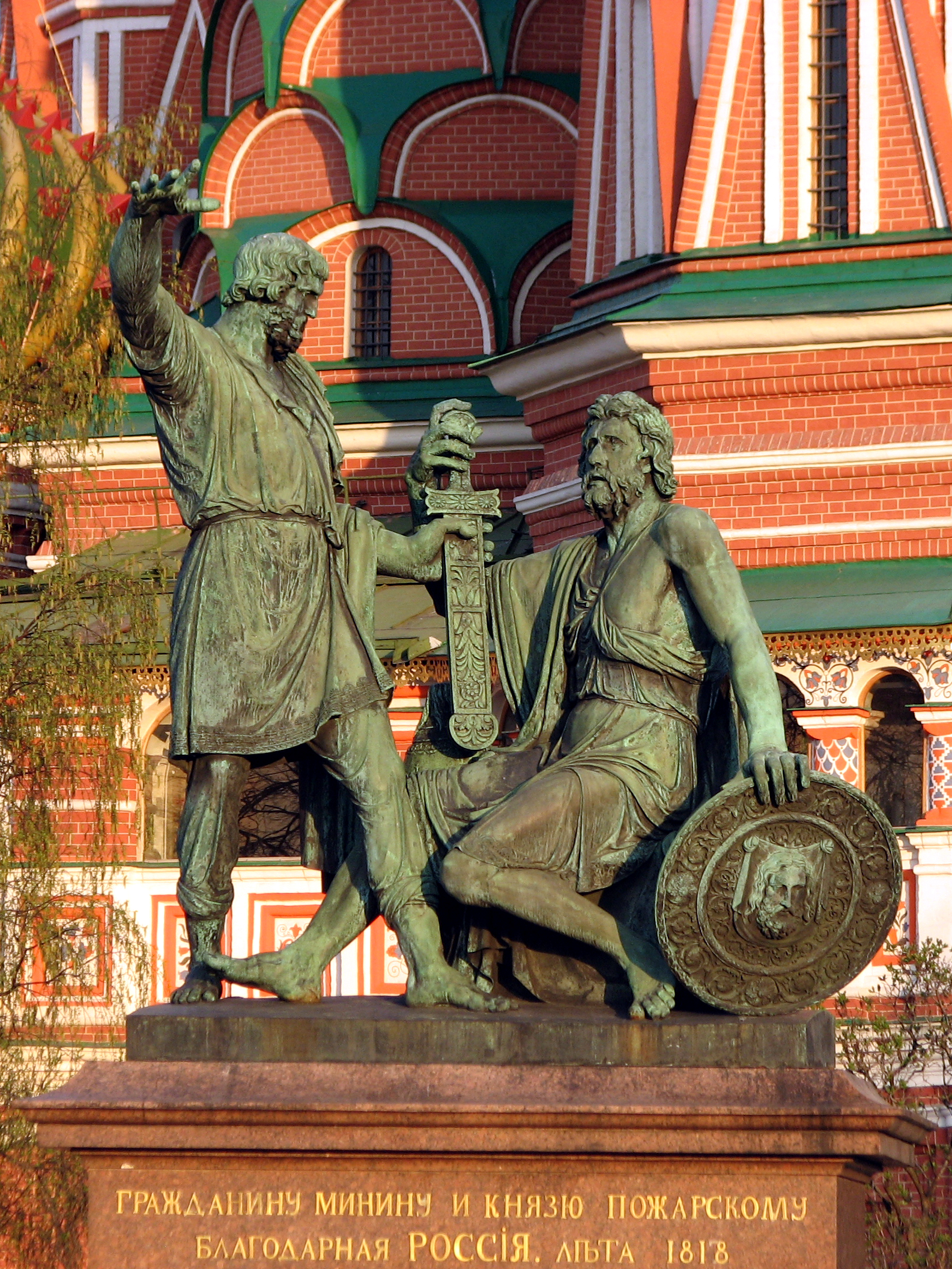
Monument a Pojarski i Minin (1804–16) davant de la catedral de Sant Basili.

Demetri II el Fals havia creat una cort paral·lela a la ciutat de Túixino, prop de Moscou, on havia concebut amb Marina Mniszech un fill. Fou derrocat perquè el comandant polonès, el hetman Stanisław Żółkiewski, donà suport a un candidat rival, el fill de Segimon, Ladislau. Les tropes poloneso-lituanes que travessaren les fronteres russes assetjaren la fortalesa de Smolensk. Després que les forces russo-sueques fossin destruïdes a la batalla de Klúixino, Xúiski fou forçat a abdicar (és empresonat a Polònia i mor el 12 de setembre de 1612). Els set boiars, que prengueren el poder aleshores a Moscou, juraren fidelitat a Ladislau sota la promesa de mantenir l'ortodòxia russa i garantir-los certs privilegis. D'aquesta manera, a les tropes poloneses se'ls permeté entrar a Moscou i ocupar el kremlin.
El rei polonès s'oposà a aquest compromís, decidit a quedar-se ell amb el tron i convertir Rússia al catolicisme romà. Aquest esquema no complaia a cap de les faccions contendents i despertà sentiments anticatòlics i antipolonesos en la població. Alhora, tampoc no semblava bé als suecs, que s'havien convertit en rivals dels polonesos a la costa bàltica, de manera que declararen la guerra a Rússia, donant suport al seu propi Demetri III el Fals a Ivàngorod, on es nomena tsarévitx Demetri el 28 de març de 1611. És reconegut per cosacs que saquejaven el territori al voltant de Moscou, i els ciutadans de Pskov li juren fidelitat sota amenaça. Sortint de Pskov és empresonat i executat en secret.
Rússia es trobava llavors en una situació crítica. El tron estava vacant, els grans nobles boiars es barallaven entre ells, el patriarca Hermògenes estava empresonat, els catòlics polonesos ocupaven el kremlin de Moscou i de Smolensk, els protestants suecs havien ocupat Nóvgorod, les contínues invasions tàtares estaven deixant les fronteres meridionals de Rússia totalment despoblades i devastades, i grans bandes de bandolers apareixien pertot arreu. Desenes de milers de persones morien en batalles i aldarulls (entre el 17 i el 19 de març de 1611 els polonesos i els mercenaris alemanys massacraren 7.000 moscovites i incendiaren la ciutat per suprimir els aldarulls). La majoria de la resta de ciutats estaven també desolades o afeblides. Per exemple, el 22 de setembre de 1612, les forces poloneses i lituanes exterminaren la població i els clergues de Vólogda.

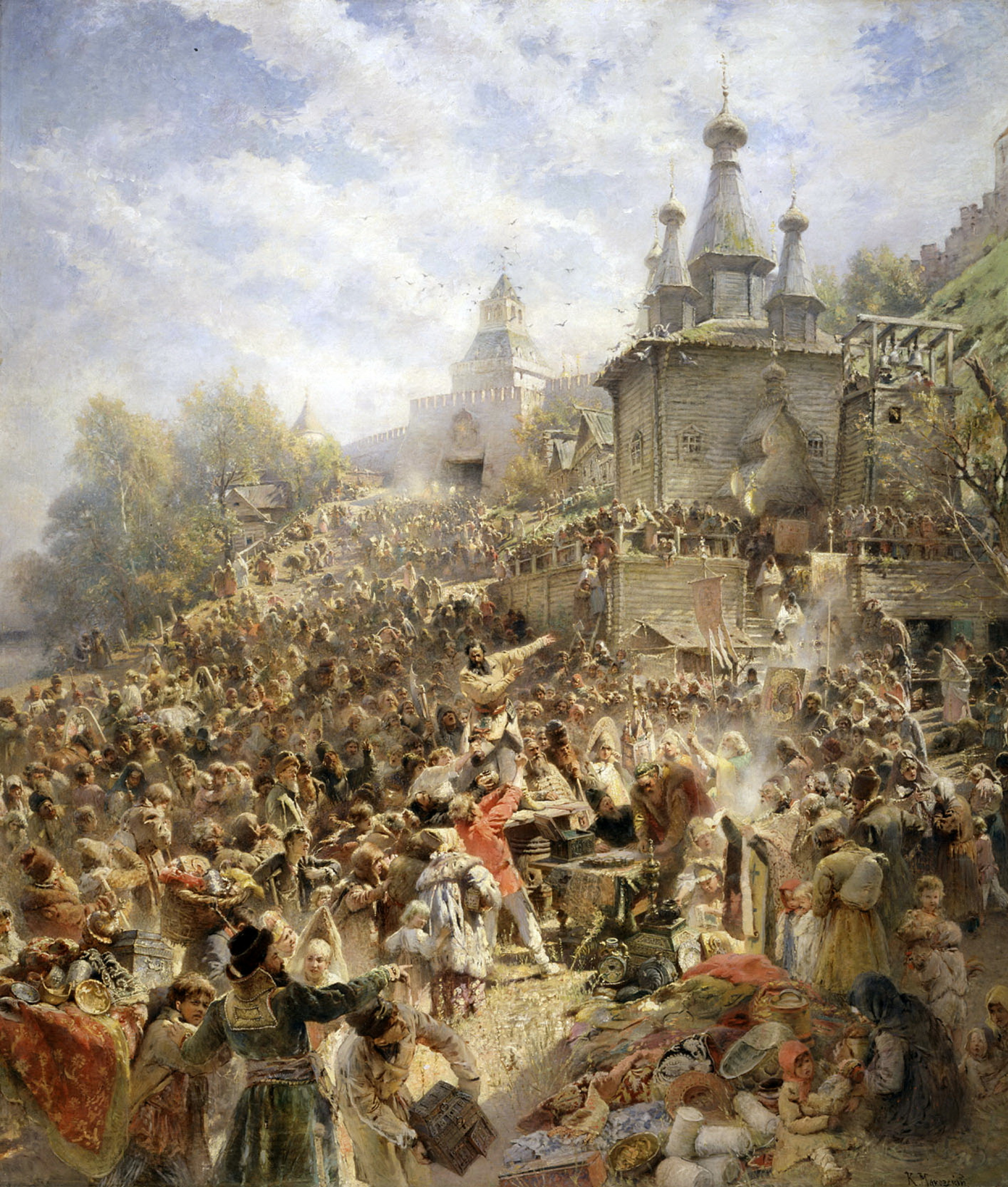
Minin incita el poblo de Nijni Nóvgorod a formar un exèrcit de voluntaris.

## Minin i Pojarski
La severitat de la crisi produí un aixecament patriòtic de la nació sota el lideratge de Kuzmà Minin, un mercader de Nijni Nóvgorod, i el príncep Dmitri Pojarski. Després de la batalla de Moscou l'1 de novembre, els invasors es retiraren al kremlin de Moscou. Entre el 3 i el 6 de novembre l'exèrcit polonès dels voltants es veié forçat a retirar-se'n, així que la guarnició del kremlin hagué de rendir-se a Pojarski. El 4 de novembre Rússia celebra l'aniversari d'aquest esdeveniment com el Dia de la Unitat Popular.
Un gran Zemski Sobor escollí com a tsar l'11 de febrer de 1613 Miquel Romànov, el fill petit de Fiódor Nikítitx Romànov, que estava relacionat per matrimoni amb l'anterior dinastia. D'acord amb la llegenda, fou salvat dels seus enemics polonesos per un camperol heroic, Ivan Sussanin. Fou coronat el 22 de juliol.
La Guerra d'Íngria durà fins al Tractat de Stolbovo el 1617 i les dmitríades duraren fins a la Pau de Deulino el 1619. Totes dues forçaren Rússia a fer algunes concessions territorials, tot i que les recuperaren majoritàriament durant els segles següents. El més important, però, és que feren unir-se totes les classes de la societat russa al voltant dels tsars Romànov i assentaren els ciments del que seria l'Imperi Rus. Malgrat això, l'historiador rus Andrei Nóvikov expressà una visió controvertida sobre el que «la intervenció polonesa representà per a Rússia per apropar-se a Europa, en comptes d'això, els russos escolliren centenars d'anys d'esclavatge».